# (36439) 2000 PT26
2000 PT26 (asteroide 36439) é um asteroide da cintura principal. Possui uma excentricidade de 0.18408100 e uma inclinação de 11.98596º.
Este asteroide foi descoberto no dia 5 de agosto de 2000 por NEAT em Haleakala.